# Де Филиппис Дельфико, Мелькьорре
Мелькьо́рре Де Фили́ппис Де́льфико (итал. Melchiorre De Filippis Delfico; 28 марта 1825, Терамо, Италия — 22 декабря 1895, Портсмут, Англия — итальянский художник-карикатурист, композитор, певец, писатель
, либреттист

.
Родился в аристократической семье из Терамо. Один из девяти детей, родившихся у Грегорио и Марины Де Филиппис Дельфико. Его дядей был экономист Мельхиор Дельфико. С семи лет изучал музыку. В 1841 году, в возрасте 16 лет, Дельфико переехал в Неаполь, где обучался под руководством Антонио Мирабелли. В это время молодой Дельфико начал писать стихи и рисовать, но его большой любовью была музыка. В 1844 году он написал свое первое музыкальное произведение.
Мелькьорре Де Филиппис Дельфико, «Князь карикатуры», наиболее известен как автор серии карикатур, нарисованных им в Италии, и, позднее, в Англии для журнала Vanity Fair. Среди персонажей, попавших под его вёрткое и ироничное перо, были монархи и политики, священники, критики и музыканты из мира оперы и театра, и даже его большой друг и поклонник Джузеппе Верди.